# Jung Chang

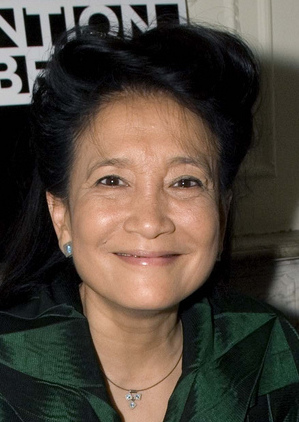
Jung Chang (januari 2010)

Jung Chang (vereenvoudigd Chinees: 张戎; traditioneel Chinees: 張戎; pinyin: Zhāng Róng) (Yibin (Sichuan), 25 maart 1952) is een Chinese schrijfster. Ze werd geboren als dochter van leden van de Communistische Partij van China. Tijdens de Culturele Revolutie werden haar ouders allebei opgepakt en werd Chang zelf naar het platteland gestuurd. Na de Culturele Revolutie ging ze in 1978 naar Engeland en studeerde er taalwetenschap aan de Universiteit van York, waar ze in 1982 promoveerde. Sindsdien woont Chang in het Verenigd Koninkrijk. Haar werken schrijft zij in het Engels.

## Werken

### Wilde zwanen
Chang kreeg grote internationale bekendheid door haar boek Wild swans. Three daughters of China uit 1991 (ISBN 0006374921), in het Nederlands vertaald door Paul Syrier als Wilde zwanen. Drie dochters van China (1992). Hierin beschrijft Chang de geschiedenis van China van het begin van de 20e eeuw tot aan het eind van de Culturele Revolutie aan de hand van de levens van haar grootmoeder, haar moeder en haarzelf. Er verschenen meer dan vijftien miljoen exemplaren, in 40 talen. Van de Nederlandse vertaling werden er zo'n 600.000 verkocht. Wilde zwanen is in China verboden.

### Overige
Samen met haar man, historicus Jon Halliday, schreef Chang Mme Sun Yat-Sen (Soong Ching-ling) (1986), een biografie van Song Qingling, de vrouw van Sun. Samen schreven zij ook Mao: The Unknown Story (2005), in het Nederlands vertaald door Paul Syrier als Mao, het onbekende verhaal (ISBN 9789022547946). Ook deze Mao-biografie is in China verboden.
In 2013 verscheen Changs biografie van de invloedrijke Chinese keizerin Cixi: Empress dowager Cixi: The concubine who launched modern China, in het Nederlands vertaald door Bart Gravendaal en Maarten van der Werf als De keizerin (ISBN 9789022554142).
- Bibsys: 90648512
- Biblioteca Nacional de España: XX886294
- Bibliothèque nationale de France: cb12260876g (data)
- Catàleg d'autoritats de noms i títols de Catalunya: 981058521475706706
- CiNii: DA03147479
- Gemeinsame Normdatei: 119010836
- International Standard Name Identifier: 0000 0001 2020 7031
- Library of Congress Control Number: n86112793
- Nationale Bibliotheek van Letland: 000090933
- Bibliotheek van het Japanse parlement: 00317921
- Nationale Bibliotheek van Tsjechië: jn19990003799
- Nationale bibliotheek van Australië: 36647708
- Nationale Bibliotheek van Israël: 987007259698105171
- Nationale Bibliotheek van Polen: a0000001190510
- Nationale en Universitaire bibliotheek Zagreb: 000466170
- Nederlandse Thesaurus van Auteursnamen: 073199818
- Réseau des bibliothèques de Suisse occidentale: 02-A000034181
- Istituto Centrale per il Catalogo Unico: VIAV096167
- LIBRIS: 344891
- Système universitaire de documentation: 031383688
- Virtual International Authority File: 9906407
- WorldCat: E39PBJmxRPjgMxBffKGWVM4Qbd